# وارد سيلفستر
وارد سيلفستر (بالإنجليزية: Ward Sylvester)‏ هو منتج تلفزيوني أمريكي، ولد في 22 أكتوبر 1939، وتوفي في 12 يونيو 2017.

## وصلات خارجية
- وارد سيلفستر على موقع IMDb (الإنجليزية)
- وارد سيلفستر على موقع قاعدة بيانات الفيلم (الإنجليزية)